# Valfabbrica
Valfabbrica és un comune (municipi) de la província de Perusa, a la regió italiana d'Úmbria, situat uns 20 km al nord-est de Perusa. L'1 de gener de 2018 tenia 3.402 habitants.
El municipi de Valfabbrica conté les frazioni de Casacastalda, Coccorano, Collemincio, Giomici, Monte Verde, Poggio Morico i Poggio San Dionisio.
Valfabbrica limita amb els següents municipis: Assís, Gualdo Tadino, Gubbio, Nocera Umbra i Perusa.

## Història
El poble es va desenvolupar al voltant de l'Abadia de Santa Maria a Vado Fabricae, creada pels monjos de l'abadia de Nonantola. Més endavant va ser sostinguda pels municipis de Gubbio i Assís, fins que va ser conquerida pels Estats Pontificis.
El centre històric té restes de les muralles medievals i de dues torres. Cal destacar també el pieve romànic amb frescos del segle xiv.

## Ciutats agermanades
- Greußenheim, Alemanya
- Venelles, França